# Ото Фрайзингски
Ото от Фрайзинг (на немски: Otto von Freising, Otto I. von Österreich; * 1112, † 22 септември 1158, манастир Моримонд, Франция) от род Бабенберги, е от 1138 до 1158 г. епископ на Фрайзинг и един от най-значимите историци от Средновековието.

## Живот
Ото е петият син на Свети Леополд III, маркграф на Австрия, и на Агнес фон Вайблинген († 24 септември 1143), дъщеря на император Хайнрих IV и Берта Савойска. Негов полубрат е крал Конрад III. Ото е също племенник по майчина линия на краля на Италия Конрад II и на император Хайнрих V и чичо на император Фридрих I Барбароса.
Ото учи първо в манастир Клостернойбург, основан през 1114 г. от баща му. Около 1126 г. той отива да следва в Париж, тогава център на новата схоластика. Там той остава шест години.
През 1132 г. той влиза в Цистерцианския орден и отива в манастир Моримонд в Шампан и след шест години през 1138 г. на 26 години е избран за абат. На следващия ден Ото е избран от крал Конрад III за епископ на Фрайзинг.
През 1140 г. Ото Фрайзингски получава от Конрад III привилегията да сече монети в своя диоцез, а през 1154 г. установява контрол над търговията със сол, добивана в Райхенхал, тъй като моста на река Изар при Оберфьоринг (днес в Мюнхен) е под негово управление. Вследствие на конфликт с херцога на Бавария, Хайнрих Лъв, мостът е подпален, а Хайнрих Лъв построява нов мост по-надолу по течението на реката, който търговците са задължени да ползват. С указ, издаден на 14 юни 1158 г. в Аугсбург, Фридрих Барбароса задължава херцога на Бавария да дава една трета от приходите от таксата за преминаване по моста на Ото Фрайзингски.
Той участва активно във Втория кръстоносен поход и едва се спасява с неговата малка група придружители. За Конрад III той води дипломатически преговори, пътува три пъти до Рим. През 1157 г. Ото получава от император Фридрих Барбароса официално задачата да опише деянията на императора (Gesta Friderici Imperatoris). Ото не успява да завърши произведението си. Той умира по пътя за Генералкапител в Кито в бившия му манастир Моримонд на 22 септември 1158 г. Ото е погребан в манастирската църква на Моримонд. Неговите реликви днес са в абатсвото „Св. Кръст“ във Винервалд.
В Цистерцианския орден Ото е почитан отдавна като блажен. Той е почитан от 1973 г. на 7 септември.

## Произведения
Ото от Фрайзинг е първият, който докарва новия Аристотел в Германия. Неговите философски произведения и кореспонденция са се загубили.
- Неговото първо произведение Chronica sive Historia de duabus civitatibus, или Историята на двете държави, е за световната история в седем книги, 8-ата книга съдържа неговата визия за Младия съд. Ото пише това произведение между 1132 и 1146 г. и го преработва през 1157 г.

- През 1156 г. Ото започва да пише Gesta Friderici Imperatoris, или Деянията на неговия племенник Фридрих Барбароса.